# Titikala

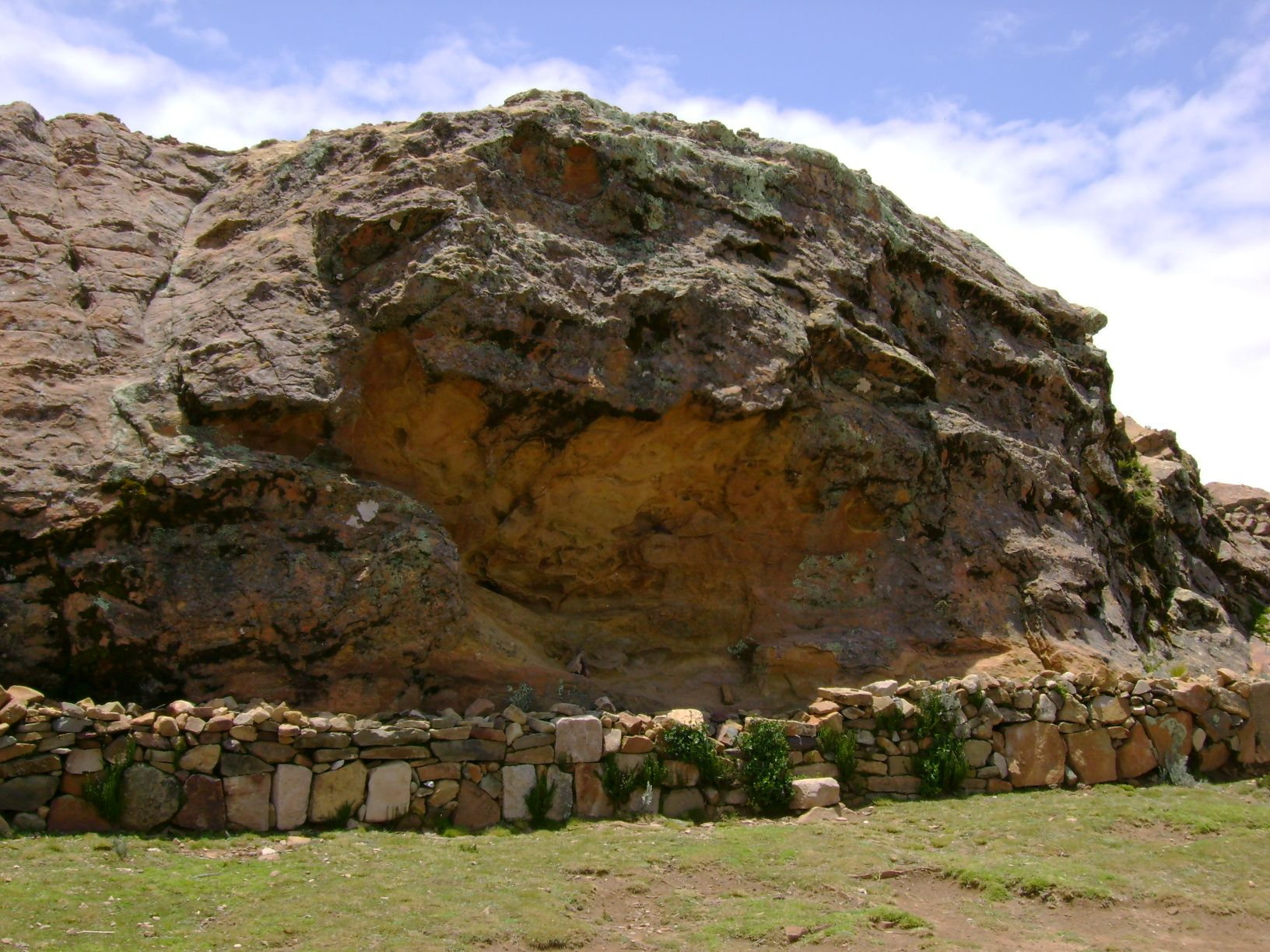
Der heilige Felsen Titikala

Titikala, auch Titi Qala (Aymara Titi = „Puma“, kala = „Felsen“; ursprünglich wahrscheinlich Thakhsi cala), auch Heiliger Felsen genannt, ist eine Felsformation, die als wichtigster Schrein der Inka und darüber hinaus als wichtigster indigener Schrein in der Region fungierte. Titikala befindet sich im Heiligtumsbereich auf der Isla del Sol, einer Insel im Titicacasee. Die Bezeichnung Thakshi cala für den heiligen Felsen ist wahrscheinlich Ursprung des Namens Titicaca und Titikala (siehe Titicacasee#Herkunft des Namens). Zweihundert Meter westlich des Heiligen Felsens befindet sich die Inka-Ruine Chinkana.

## Ritualhandlungen
Alonso Ramos Gavilán und Bernabé Cobo sprechen von einem Steinbecken vor dem Heiligen Felsen, in das die Einheimischen Chicha gossen, damit die Sonne es trinken konnte. Schriftsteller des siebzehnten Jahrhunderts berichten, dass der heilige Felsen einst vollständig mit Gold- und Silberplatten bedeckt war. Dies wurde allerdings nicht von der ersten Spanischen Besuchern erwähnt, die den heiligen Felsen 1534 sahen. Ramos Gavilan berichtete „Dieser Felsen war mit Gold- und Silberplatten bedeckt, und weil der Felsen im Sonnenlicht derart stark glitzerte, sagten die Indianer, dass kein Vogel es wagen würde, darauf zu landen.“